# Art Angels
Albums de Grimes
Visions
(2012)
Singles
1. Flesh without Blood (en)
Sortie : 26 octobre 2015
2. SCREAM
Sortie : 29 octobre 2015
3. Kill V. Maim
Sortie : janvier 2016

Art Angels est le quatrième album studio de l’auteure-compositrice-interprète canadienne Claire Boucher, édité et distribué sous son nom de scène Grimes. Il sort mondialement le 6 novembre 2015 au format numérique par le label 4AD et le 11 décembre de la même année au format physique. C'est en 2013 que Boucher commence à envisager la conception de cet opus, soit un an après la sortie de son troisième essai, Visions. Toutefois, elle prend la décision d’abandonner les créations originelles réalisées lors de ces sessions d’enregistrement afin de reconcevoir et d’améliorer une nouvelle série de pièces en 2014. La chanson REALiTi, qui provient des premières séances effectuées en studio, est présentée en son statut de maquette sur Internet au début de l’année 2015. Boucher, qui prend conscience de l’accueil favorable et des avis élogieux émis à l’égard de cette ébauche, choisit ensuite d’inclure une version plus accrue du morceau sur l’album.
Bien qu’il conserve une trace de ses influences expérimentales, Art Angels est considéré comme étant plus accessible à un large public que les précédents albums de Grimes. Le disque est reçu avec enthousiasme par la critique professionnelle, au point d’être désigné par un certain nombre de périodiques comme l’un des meilleurs opus de l’année 2015. Les collaborations vocales comprennent notamment les participations de la rappeuse taïwanaise Aristophanes et de l’artiste américaine Janelle Monáe. Deux singles, Flesh without Blood (en) et SCREAM, sont exploités avant la parution de l’album et un seul vidéoclip, pour le double-titre Flesh without Blood et Life in the Vivid Dream, est filmé. Art Angels se vend à plus de onze mille exemplaires au cours de sa première semaine d’exploitation et devient ainsi l’opus de Boucher le plus haut placé dans les hit-parades du monde entier.

## Développement

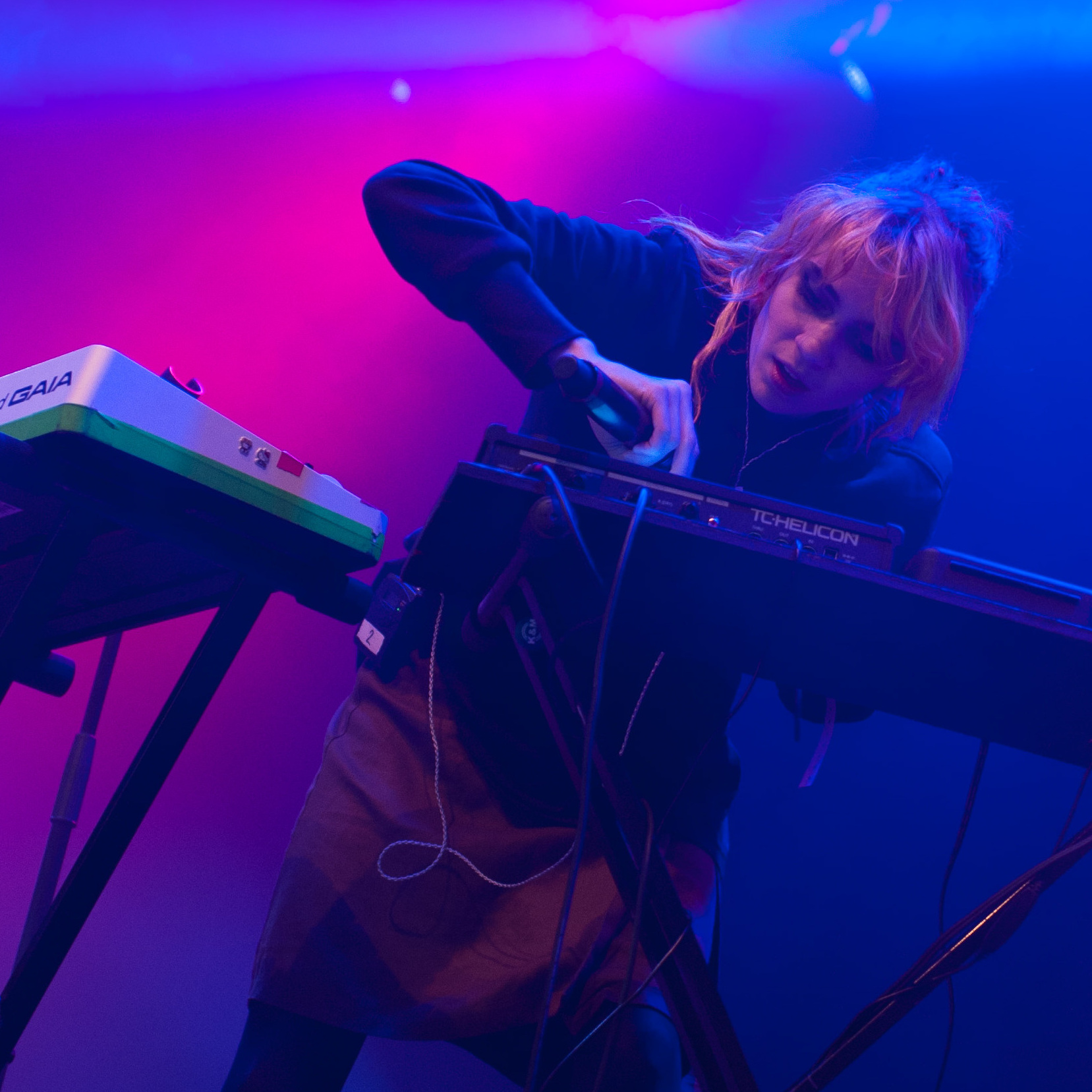
Grimes (en photo) lors d’un concert à Göteborg en Suède, en août 2013.

Alors en tournée permanente en 2013 pour promouvoir son troisième album studio, Visions (2012), Boucher manque de s’effondrer physiquement vers la fin de l’année, jusqu’au point où elle se rappelle « placer une main sur mon crâne pour attraper mes cheveux et arriver à peine à m’en arracher ». Elle dit s’être aussi lassée du fait que l’industrie musicale ignorait ses capacités techniques et lui obligeait à se concentrer sur son côté « musicienne » et à amplifier sa « voix de fille » ; vis-à-vis de ces généralisations, elle rétorqua : « Peut-être bien, mais je suis aussi productrice et je passe mes journées à regarder des foutus graphiques et égaliseurs ainsi qu’à livrer un travail très technique ». Tandis que les médias commencèrent à placer ses billets postés sur la plate-forme Tumblr dans leurs gros titres, elle rédigea un poste sur son blog au sujet de son inexacte déclaration faite dans les médias et sur le sexisme dont elle avait été témoin à travers l'industrie du disque, affirmant : « Je ne veux pas que mes mots soient cités hors contexte. Je ne souhaite pas être infantilisée car je refuse d’être sexualisée [...] j’en ai assez de cette étrange insistance sur le fait que la présence d’un groupe autour de moi soit indispensable ou que je devrais travailler avec des producteurs extérieurs [sic] ». Se trouvant dans un état d’« instabilité » et d’« épuisement intense », en plus de sa frustration personnelle envers les médias, Boucher envisage alors de mettre fin au projet Grimes et d’uniquement se consacrer à écrire des chansons pour d’autres artistes, ou tout au moins à mettre en attente l’exposition de sa vie aux yeux du public. Ses expériences, cependant, ont finalement commencé à renforcer sa conviction de devenir une artiste solo. Au cours d’une entrevue pour la revue musicale américaine The Fader en 2015, Boucher précise que lors des séances passées en studio d'enregistrement, « il y avait tous ces ingénieurs qui ne me laissait pas toucher au matériel [...] pourtant lorsqu’un producteur entrait, il pouvait le faire sans être réprimandé ». Ces incidents, qu’elle désigne comme étant de nature sexiste, la laisse « déçue de l’industrie musicale » et lui font « réaliser que ce qu’elle concevait elle-même était plus important ».
Après l’enregistrement de son précédent album, Visions, réalisé entièrement dans une pièce sombre pendant une période de trois semaines d’insomnie durant laquelle elle prenait « beaucoup de médicaments », Boucher indique qu’elle ne veut pas retourner vers de tels extrêmes et que « de grands moments de clarté ont fait surface lorsqu’elle n’était pas défoncée ». Elle dit qu’être redevenue une personne plus saine a été « une chose vraiment difficile à entreprendre », reconnaissant l’importance de « veiller à ce qu’on mange chaque jour, à manger suffisamment de nourriture et à bien dormir la nuit ». Bien qu'elle ait reconnu que ce résonnement avait l’air « très rudimentaire », elle répliqua que ce fut rude pour elle. Boucher se décide à prendre bien plus de contrôle sur sa vie, à la fois artistiquement et personnellement, en déménageant de Montréal à Squamish et ensuite à Los Angeles, mais également en coupant les ponts avec son ancienne équipe de gestion et en signant chez Roc Nation en décembre 2013, afin de l’aider à traiter son problème avec les médias.

## Enregistrement et production

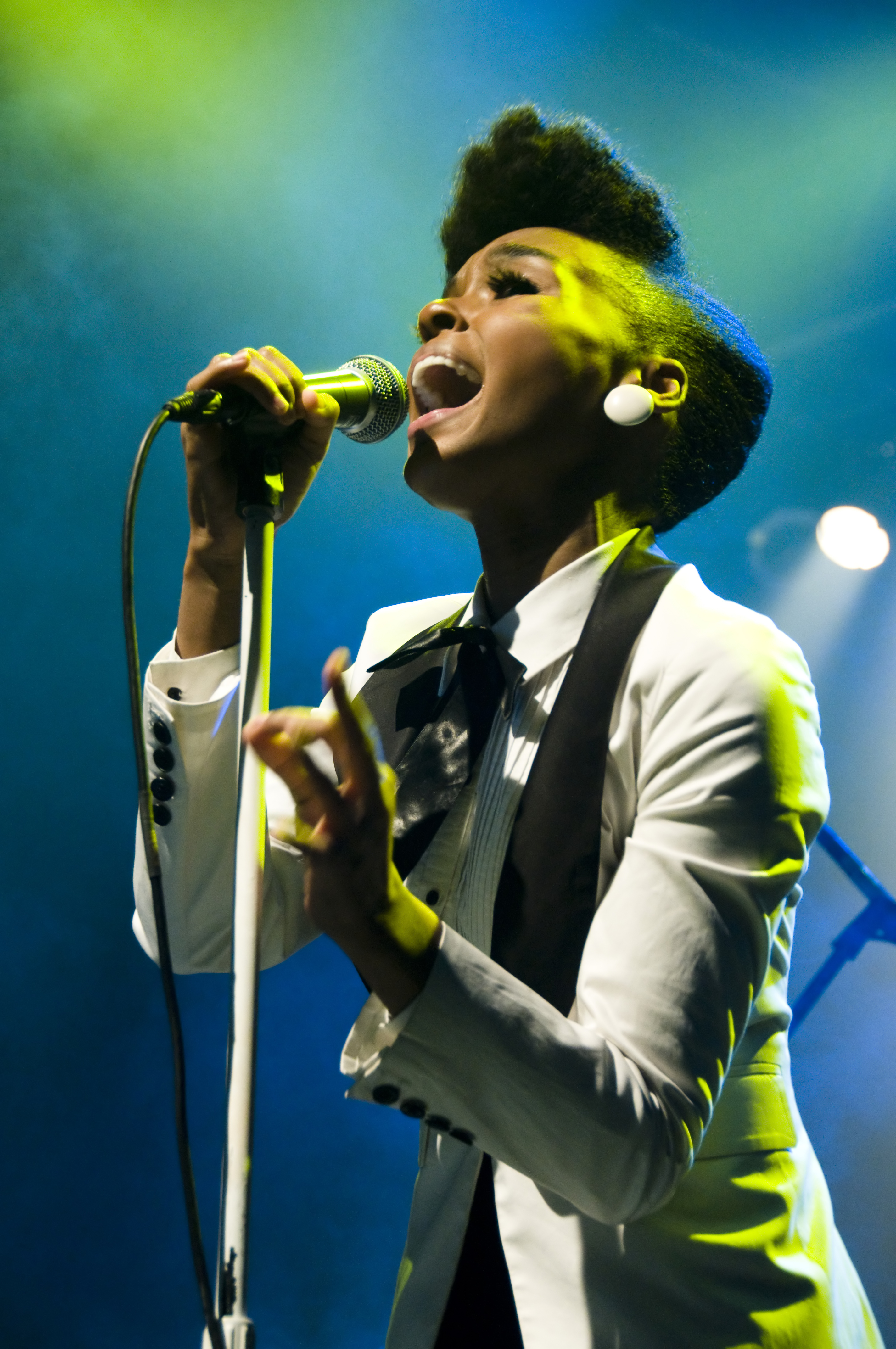
L’artiste américaine Janelle Monáe (en photo) participe vocalement à la chanson Venus Fly.

L’entière production et ingénierie de toutes les chansons présentes sur Art Angels est réalisée par Boucher elle-même, une résolution prise après que la chanteuse ait été régulièrement mise à l’écart du contrôle de la section production lorsqu’elle collaborait avec d’autres artistes par le passé. Depuis cet événement et l’enregistrement de Visions, elle prend l’habitude d’utiliser des logiciels comme Ableton Live ou GarageBand et apprend aussi à jouer de plusieurs instruments tels que la guitare, la batterie, le clavier, le ukulélé et le violon, de manière à explorer de nouvelles direction musicales en faveur d’Art Angels.
Pour cet album, Boucher organise des sessions d’enregistrements d’une durée de douze à seize heures d’affilée et prenant place essentiellement la nuit. De plus, elle se prête à un rituel consistant à écouter les progressions effectuées au cours de ces longues heures dans sa voiture pour retourner chez elle depuis le studio.
En 2014, Boucher affirme avoir produit « des centaines de titres » pour son prochain album, dont la plupart ne seront pas retenus pour Art Angels. Elle compare l’enregistrement de ces morceaux à « cette période où je n’avais pas la force de faire face à quoi que ce soit, ce qui explique pourquoi mes compositions sont vraiment déprimantes et que, par extension, on n’y trouve rien d’amusant ». Mis à part le fait que l’atmosphère se dégageant de ces chansons était jugée « beaucoup trop sombre », Boucher abandonne également d’autres chansons du même genre conçus dans la même période, sous prétexte qu’elles ne représentaient pas un départ musical assez évident par rapport aux productions fournies dans Visions. Le single Go, enregistré au cours de ces sessions, devait à l’origine être interprété par la chanteuse barbadienne Rihanna. Cependant, après un franc refus de sa part, Boucher présente sa propre version sur Internet. Néanmoins, la chanson est reçue de manière négative par les fans de l’interprète, qui pensaient alors que Boucher souhaitait désormais se « plier à des exigences plus radiophoniques », ce qui a ensuite conduit la presse à indiquer que ce fut la raison pour laquelle elle avait recommencé totalement à enregistrer son album. Boucher certifie que ces déclarations sont fausses, insinuant que Go et les autres titres rejetés n’étaient pas extraits d’un album déjà existant car il ne s’agissait uniquement que de rejets d’Art Angels. Elle fera plus tard remarquer qu’elle envisage tout de même de partager avec ses fans tous ces morceaux archivés.

## Parution
Le 8 mars 2015, Boucher dévoile un vidéoclip, en tant que cadeau pour ses fans, illustrant la version démo de la chanson REALiTi. Produite en même temps que le reste des essais pour les sessions d’enregistrements d’Art Angels, le morceau ne devait initialement pas apparaître sur l’édition finale de l’opus. Toutefois, Boucher commente que la version partagée en premier lieu n’est « ni mixée ou même matriçée » sachant que « le dossier Ableton comportant la pièce a été égaré ». Malgré le fait que Boucher considère cette version comme étant « un peu bazardeuse », REALiTi est accueilli de manière favorable par la critique professionnelle et par les fans, ce qui l’a amené à envisager d’inclure la chanson sur la version finale d’Art Angels. Lorsque la liste des pistes d’Art Angels est annoncée, une nouvelle version de REALiTi apparaît alors sur les éditions CD et numérique, tandis que la maquette est ajoutée en tant que titre bonus sur tous les formats physiques uniquement.
Boucher fait part du titre et de la pochette de l’album sur les réseaux sociaux le 19 octobre 2015 et annonce qu’un clip vidéo sortira la semaine suivante. Le 26 octobre 2015, elle révèle que son quatrième essai sera disponible universellement au format numérique à partir du 6 novembre 2015, puis au format physique le 11 décembre de la même année. Pour accompagner l’annonce, Boucher publie le clip du double-titre Flesh without Blood (en) / Life in the Vivid Dream, avec une sortie numérique pour Flesh without Blood et des illustrations individuelles pour chaque plage audio incluse sur Art Angels. SCREAM est exploité en tant que deuxième single le 29 octobre 2015.
Art Angels entre à la première place du classement américain Billboard Top Alternative Albums. Onze mille exemplaires sont distribués lors de sa première semaine d’exploitation. À ce jour, il s’agit de l’album de Boucher le plus haut placé dans les hit-parades. Il se positionne également aux deuxième et trente-sixième rangs des classements Independent Albums et Billboard 200, respectivement.

## Distinctions
| Revue                | Classement                                 | Année | Place |
| -------------------- | ------------------------------------------ | ----- | ----- |
| The A.V. Club        | Les meilleurs albums de l’année            | 2015  | 4     |
| New Musical Express  | Sélection des albums de l’année            | 2015  | 1     |
| Pitchfork            | Les cinquante meilleurs albums de l’année  | 2015  | 3     |
| Consequence of Sound | Les cinquante meilleurs albums de l’année  | 2015  | 3     |
| Stereogum            | Les cinquante meilleurs albums de l’année  | 2015  | 1     |
| Slant                | Les vingt-cinq meilleurs albums de l’année | 2015  | 3     |
| Pretty Much Amazing  | Les cinquante meilleurs albums de l’année  | 2015  | 3     |
| Billboard            | Les quinze meilleurs albums de l’année     | 2015  | 3     |

## Liste des pistes
Toutes les chansons sont écrites et composées par Claire Boucher.
| Art Angels — édition numérique | Art Angels — édition numérique                  | Art Angels — édition numérique | Art Angels — édition numérique | Art Angels — édition numérique | Art Angels — édition numérique | Art Angels — édition numérique | Art Angels — édition numérique | Art Angels — édition numérique | Art Angels — édition numérique |
| No                             | Titre                                           | Durée                          |                                |                                |                                |                                |                                |                                |                                |
| ------------------------------ | ----------------------------------------------- | ------------------------------ | ------------------------------ | ------------------------------ | ------------------------------ | ------------------------------ | ------------------------------ | ------------------------------ | ------------------------------ |
| 1.                             | laughing and not being normal                   | 1:47                           |                                |                                |                                |                                |                                |                                |                                |
| 2.                             | California                                      | 3:18                           |                                |                                |                                |                                |                                |                                |                                |
| 3.                             | SCREAM (avec Aristophanes)                      | 2:20                           |                                |                                |                                |                                |                                |                                |                                |
| 4.                             | Flesh without Blood (en)                        | 4:24                           |                                |                                |                                |                                |                                |                                |                                |
| 5.                             | Belly of the Beat                               | 3:25                           |                                |                                |                                |                                |                                |                                |                                |
| 6.                             | Kill V. Maim                                    | 4:06                           |                                |                                |                                |                                |                                |                                |                                |
| 7.                             | Artangels                                       | 4:07                           |                                |                                |                                |                                |                                |                                |                                |
| 8.                             | Easily                                          | 3:03                           |                                |                                |                                |                                |                                |                                |                                |
| 9.                             | Pin                                             | 3:32                           |                                |                                |                                |                                |                                |                                |                                |
| 10.                            | REALiTi (exclu des éditions cassette et vinyle) | 5:06                           |                                |                                |                                |                                |                                |                                |                                |
| 11.                            | World Princess Part II                          | 5:05                           |                                |                                |                                |                                |                                |                                |                                |
| 12.                            | Venus Fly (avec Janelle Monáe)                  | 3:45                           |                                |                                |                                |                                |                                |                                |                                |
| 13.                            | Life in the Vivid Dream                         | 1:27                           |                                |                                |                                |                                |                                |                                |                                |
| 14.                            | Butterfly                                       | 4:12                           |                                |                                |                                |                                |                                |                                |                                |
| 49:37                          |                                                 |                                |                                |                                |                                |                                |                                |                                |                                |

| 15. | REALiTi (maquette) | 4:18 |

| 16. | Go (Blooddrop Remix) (version remixée par Bloodpop) | 3:23 |

Notes
- California contient des éléments et extraits du titre Pon de Replay, interprété par la chanteuse barbadienne Rihanna.

## Crédits
- Claire Boucher – vocaliste, productrice, directrice artistique
- Janelle Monáe – vocaliste additionnelle (sur Venus Fly)
- Pan Wei-Ju – vocaliste additionnelle (sur SCREAM)

## Classement hebdomadaire
| Classement (2015)               | Meilleure position |
| ------------------------------- | ------------------ |
| Australie (ARIA)                | 30                 |
| Belgique (Flandre Ultratop)     | 82                 |
| Canada (Canadian Albums)        | 16                 |
| États-Unis (Billboard 200)      | 36                 |
| États-Unis (Independent Albums) | 2                  |
| États-Unis (Alternative Albums) | 1                  |
| États-Unis (Digital Albums)     | 9                  |
| Irlande (IRMA)                  | 31                 |
| Nouvelle-Zélande (RIANZ)        | 28                 |
| Pays-Bas (Mega Album Top 100)   | 84                 |
| Royaume-Uni (UK Albums Chart)   | 31                 |

## Historique de sortie
| Pays         | Date             | Format                 | Label                            | Réf.   |
| ------------ | ---------------- | ---------------------- | -------------------------------- | ------ |
| Monde entier | 6 novembre 2015  | Numérique, flux direct | 4AD                              | [ 13 ] |
| Canada       | 6 novembre 2015  | Numérique, flux direct | Eerie Organization, Crystal Math | [ 25 ] |
| Monde entier | 11 décembre 2015 | CD, long jeu, cassette | 4AD                              | [ 26 ] |